# 索尔比亚泰
索尔比亚泰（義大利語：Solbiate），曾是意大利科莫省的一个市镇。总面积4平方公里，人口2557人，人口密度639.3人/平方公里（2009年）。ISTAT代码为013215。
2019年1月1日，索尔比亚泰和卡尼奥合并为新的索尔比亚泰和卡尼奥市镇。